# Madamina, il catalogo è questo
Madamina, il catalogo è questo (Люба пані, тут у мене є список) — арія для басу з опери Вольфганга Амадея Моцарта «Дон Жуан», одна з найвідоміших та найпопулярніших арій Моцарта. 
Арію виконує слуга Дон Жуана Лепорелло у п'ятій сцені першої дії. В ній він розповідає донні Ельвірі про любовні пригоди свого пана.

## Лібрето
| Італійською (слова Лоренцо да Понте) Madamina, il catalogo è questo Delle belle che amò il padron mio; un catalogo egli è che ho fatt'io; Osservate, leggete con me. In Italia seicento e quaranta; In Alemagna duecento e trentuna; Cento in Francia, in Turchia novantuna; Ma in Ispagna son già mille e tre. V'han fra queste contadine, Cameriere, cittadine, V'han contesse, baronesse, Marchesane, principesse. E v'han donne d'ogni grado, D'ogni forma, d'ogni età. Nella bionda egli ha l'usanza Di lodar la gentilezza, Nella bruna la costanza, Nella bianca la dolcezza. Vuol d'inverno la grassotta, Vuol d'estate la magrotta; È la grande maestosa, La piccina è ognor vezzosa. Delle vecchie fa conquista Pel piacer di porle in lista; Sua passion predominante È la giovin principiante. Non si picca – se sia ricca, Se sia brutta, se sia bella; Purché porti la gonnella, Voi sapete quel che fa. | Українською (переклад Миколи Лукаша) Люба пані, тут у мене є список Всіх жінок що мій хазяїн кохав Його склав я сумлінно, докладно Коли хочте прогляньмо його. Ось німкені їх триста сімнадцять Ось туркені їх двісті шістнадцять Сто гречанок, п'ятсот італьянок А іспанок аж тисяча й три. Є усякі тут селянки, І міщанки і панянки, Є графині, баронеси герцогині і принцеси, Є вродливі й некрасиві Є старі і молоді, є тілисті, є худі. У блондинок цінить він смирність ніжну душу, ласкаву вдачу, У шатенок — щиру вірність А в брюнеток — кров гарячу. Взимку любить він повненьких влітку хоче все тоненьких. Щоб велика то, як пава а маленька то щоб миленька. Не минає навіть сивих, є такий у нього список. Та найбільше у дівчаток Любить меду перший взяток. Будь-то бідна чи багата Лагідна або пихата Що йому? Аби спідниця Вам відомі ці діла. |